# Ви чиї, старі?
«Ви чиї, старигани?» (рос. «Вы чьё, старичьё?») — російський радянський повнометражний кольоровий художній фільм, поставлений на Кіностудії «Ленфільм» в 1988 році режисером Йосипом Хейфіцем за однойменною повістю Бориса Васильєва.
Прем'єра фільму в СРСР відбулася листопаді 1988 року.

## Зміст
Двох старих Касьяна Нефедовича Глушкова і Багорича добряче пошарпало життя. Тепер після випадкового знайомства у них є спільна мета – дістатися до далекого села і почати там нове життя. Та на цьому шляху у них ще є перешкоди.

## Ролі
- Михайло Пахоменко — Касьян Нефедович Глушков
- Лев Борисов — Багорич
- Олена Мельникова — Валентина, внучка Багорича
- Євген Крижанівський — Арнольд, сусід в комуналці
- Тетяна Шаркова — Зінька, невістка Касьяна Глушкова
- Євгенія Ковальова — Нюра (Ганна Семенівна)
- Ірина Ракшина — Віра, дочка Ганни Семенівни
- Анатолій Котенєв — Андрій Букін, наречений Валентини

## В епізодах
- Валентин Букін — Подходцев, фотограф
- Віктор Веселкин
- Юрій Голубєв
- Володимир Зубенко
- І. Качалова
- Валерій Кравченко
- С. Ластовка
- С. Морозов
- Галина Сабурова — листоноша
- Олександр Суснін
- Тамара Уржумова
- Адріан Філіппов
- Олександр Суснін
- Юлія Чекмарьова
- Олексій Філіппов - студент
- Олег Білов — міліціонер (в титрах не вказаний)

## Знімальна група
- Сценарій і постановка — Йосип Хейфіц (за однойменною повістю Бориса Васильєва)
- Головний оператор - Юрій Шайгарданов
- Головний художник - Віктор Амельченко
- Композитор - Ісаак Шварц
- Звукооператор - Ігор Вигдорчик
- У фільмі звучить пісня Володимира Висоцького
- Редактор - Всеволод Шварц
- Режисер - П. Рессер
- Оператор - А. Насиров
- Грим - Миколи Еленбогена
- Костюми - П. Романівської
- Режисерська група - О. Андрієв, Н. Баркова, В. Каргозерова, С. Ластовка, Г. Супрунова
- Операторська група - М. Куликов, І. Онілко, Ю. Некрасов
- Художниця-декораторка - І. Мішина
- Реквізиторка - В. Кулішова
- Костюмерка - Р. Школьникова
- Грим - І. Зенютич
- Піротехнік - С. Цвітков
- Асистенти:
звукооператора - К. Кузьмін
з монтажу - Н. Душенкова, Ю. Румянцева
- Художник-фотограф - В. Галкін
- Механіки-звукотехніки - Л. Гауфман, Є. Соколова
- Майстер світла - Д. Рачков
- Адміністративна група - В. Калиш, В. Сигель, Раїса Проскурякова
- Директор картини - Г. Петелін

## Звукова доріжка
У фільмі звучить пісня Володимира Висоцького «Моя циганська» у виконанні автора.